# Cnemidophorus labialis
Cnemidophorus labialis är en ödleart som beskrevs av  Leonhard Hess Stejneger 1890. Cnemidophorus labialis ingår i släktet Cnemidophorus och familjen tejuödlor. IUCN kategoriserar arten globalt som sårbar. Inga underarter finns listade i Catalogue of Life.